# Семински хребет
Сѐминският хребет (на руски: Семинский хребет) е планински хребет в северната част на планината Алтай, в северозападната част на Република Алтай на Русия. Представлява изпъкнала на югоизток дъга, простираща се на протежение около 120 km между река Катун (лява съставяща на Об) на изток, левите ѝ притоци Сема на северозапад и Урсул на юг и изворните области на реките Песчаная (ляв приток на Об) и Ябоган (десен приток на Чариш, ляв приток на Об) на запад. Максимална височина връх Сарлик 2507 m (51°04′39″ с. ш. 85°44′04″ и. д. / 51.0775° с. ш. 85.734444° и. д.), разположен на 10 km източно от прохода Семински. Изграден е предимно от метаморфни скали. От него водят началото си реките Песчаная, Сема, Ябоган, Курата (ляв приток на Урсул) и множество къси и бурни леви притоци на Катун. Склоновете му са покрити с лиственични и елово-кедрови гори, а високите части са заети от камениста тундра. От прохода Семински (1717 m) хребета се разделя на две части – западна паралелна и източна меридионална. През него преминава участък от федерално шосе № М52, т.нар. Чуйски тракт.